# Ютшенка (Поморське воєводство)
Ютшенка (пол. Jutrzenka, нім. Morgenstern) — село в Польщі, у гміні Божитухом Битівського повіту Поморського воєводства.
Населення — 272 особи (2011).
У 1975-1998 роках село належало до Слупського воєводства.

## Демографія
Демографічна структура станом на 31 березня 2011 року:
|          | Загалом | Допрацездатний вік | Працездатний вік | Постпрацездатний вік |
| -------- | ------- | ------------------ | ---------------- | -------------------- |
| Чоловіки | 132     | 31                 | 93               | 8                    |
| Жінки    | 140     | 34                 | 76               | 30                   |
| Разом    | 272     | 65                 | 169              | 38                   |